# 38470 Deleflie
38470 Deleflie este o planetă minoră (asteroid), cu un diametru de 11,599 km, din centura de asteroizi. A fost descoperită pe 12 octombrie 1999 la Stația Anderson Mesa de Lowell Observatory Near-Earth-Object Search. 
Obiectul prezintă o orbită caracterizată de o semiaxă mare de 3,9747355 UAi, o excentricitate de 0,21, o înclinație de 8,6558 ° în raport cu ecliptica.